# Бургард
Бургард (пол. Burghard) — польский дворянский род и одноименный шляхетский герб.
Оседлые в Воеводстве Познанском. Из них Иван Бургард в 1763 году был Подсудком Кцынским.

## Описание герба
В голубом поле серебряный пояс; над ним черный орел влево, а под ним рука в броне, держащая монету, вправо. В навершии шлема три страусовые пера. Герб Бургард внесён в Часть 1 Гербовника дворянских родов Царства Польского, стр. 110.